# Fornelos (Cinfães)
Fornelos es una freguesia portuguesa del concelho de Cinfães, con 9,46 km² de superficie y 835 habitantes (2001). Su densidad de población es de 88,3 hab/km².